# Fronteira Gana–Togo
A fronteira entre Gana e Togo é uma linha de 877 km de extensão, sentido norte sul, que separa o leste de Gana do estreito território do Togo. No norte forma a tríplice fronteira Togo-Gana-Burkina Faso. Vai para o sul deixando nas proximidades no oeste (em Gana) o Lago Volta e a cidade do Ho. A leste ficam, no Togo, Kpalimé e o monte Agou. No extremo sul a fronteira termina na capital togolesa, o porto de Lomé, no Golfo da Guiné junto do paralelo 6 N. A fronteira passa pelas cinco regiões togolesas e pelas regiões Upper East, Northern, Volta de Gana.

## História
Sua criação remonta à Primeira Guerra Mundial, quando a colônia alemã de Togolândia, ocupada por dois anos pelos exércitos francês e britânico, foi dividida em duas áreas administrativas em 27 de dezembro de 1916. Após a derrota da Alemanha, a Sociedade das Nações concedeu mandatos classe B sobre esses territórios aos dois países: Togolândia Oriental para a França e Togolândia Ocidental para o Reino Unido.
Em 1960, a antiga Togolândia tornou-se independente: a Togolândia Francesa tornou-se a República Togolesa, enquanto a Togolândia Britânica foi incorporada ao Gana.